# 精彩日子
精彩日子（英語：Glorious Days），是一匹曾在新西蘭和香港出賽的已退役賽駒，來港後練馬師是蔡約翰，為2011/2012馬季最大進步馬匹。競賽生涯中一勝國際一級賽。

## 競賽生涯
精彩日子在紐西蘭特里巴的處女馬賽大勝後即運到香港，在香港只評68分，是由蔡約翰訓練。

### 2011-12年馬季
11月5日首次上陣角逐3班1400米賽事，捧成1.4倍大熱下，在直路早早望空發力，讓其他對手難以追趕，以3個馬位取勝。加14分後的精彩日子角逐85-60分的第三班比賽。12月17日在第二班賽事輕鬆勝出，休養接近一個月在第一班出戰賀年盃，牛精大師在直路上帶離對他對手，在最後終點前趕及追過牛精大師，挑戰分級賽前，連同紐西蘭一役取得五連勝不敗佳績。
蔡約翰決定不讓精彩日子出戰香港打吡大賽，以1400米女皇銀禧紀念盃為目標，遇上了香港短途錦標冠軍天久，兩匹在直路互相殺上，最後負於天久一個馬頭跑第二。由於在200米左右被天久受阻，韋達提出抗議，但競賽董事認為即使碰撞事件沒發生，也不會改變名次，結果維持原判。4月1日於二級賽主席錦標上陣，成為賽事的大熱門，最後受到約翰摩亞訓練的讚惑挑戰，在最後五十米，精彩日子遇上與上賽類似的碰撞，結果以頸位之差跑第二。
5月6日出戰國際一級賽寶馬冠軍一哩賽，由於韋達策騎雄心威龍，蔡約翰請回在南非的高雅志上陣。精彩日子居中，並於直路殺上，可惜早一步被軍事攻略突圍，再度跑亞軍。其後精彩日子出戰日本東京競馬場舉行安田紀念賽，在日本獲得不錯支持，可惜在起步後無法貼欄，再加上賽事步速非常快，精彩日子所造出的時間比香港賽事更快，但只能落後六又二分一個馬位以第十四名完成。不過仍在馬季結束的冠軍人馬獎奪得最大進步馬匹獎項。

### 2012-13年馬季
精彩日子在10月28日沙田錦標復出，壓過雄心威龍成為大熱，不過當在直路找到空位後，雄心威龍以兩個馬位佔先，終點前再追近一點，再一次在香港賽事屈居亞軍。三星期後在馬會一哩錦標再與雄心威龍交鋒，雖然熱門位置對調，不過開賽前獲起票支持不到3倍，起步後跟隨雄心威龍的外側，直路開始與雄心威龍並排，並帶離對手，在200米維持勁勢，沒有給予雄心威龍機會還擊，首次勝出分級賽。
12月9日角逐香港一哩錦標成為大熱，最終一度領先，但被回復本身跑法的雄心威龍反擊，以不到一個馬位負於雄心威龍。一個月後出戰董事盃，臨開閘起票，結果在直路率先帶出，於未受到挑戰下，首度勝出一級賽。隨後角逐女皇銀禧紀念盃、冠軍一哩賽，仍由韋達執韁，結果亦僅能屈居季軍、殿軍。隨後再度出戰安田紀念賽，僅以第十一名過終點，落後頭馬龍王五個馬位。

### 2013-14年馬季
蔡約翰安排精彩日子在香港一哩錦標前不角逐任何比賽，改以試閘代替。精彩日子在賽日只是半冷門，但馬匹發揮出當時全盛期的後上，最終壓過大熱門大運財勝出賽事。但是到了董事盃，精彩日子完全失去後勁，僅以第七名過終點。5月4日，精彩日子換上田泰安出戰冠軍一哩賽，但受制於變化地，僅以第四名過終點，落後頭馬繽紛會五又四分一馬位。6月8日，精彩日子換上莫雷拉上陣，第三次出戰安田紀念賽，比之前兩屆的名次有進步，以第六名過終點，落後頭馬一路通四個馬位。

### 2014-15年馬季
和上季一樣，蔡約翰安排精彩日子在香港一哩錦標前不角逐任何比賽，改以試閘備戰。到了比賽當天，精彩日子改由杜滿萊執韁，回復最初贏馬時的跟前跑法，但去到末段已經力弱，落後頭馬步步友五個馬位，以第五名過終點，在香港一哩錦標衛冕失敗。隨後角逐董事盃，轉用居中跑法，但末段無以為繼，再一次落後頭馬步步友五個馬位，以第八名過終點。4月7日，精彩日子換上柏寶角逐二級賽主席錦標，沿途缺乏後勁，以第六名過終點，落後頭馬步步友四個馬位。
2015年4月10日，精彩日子宣布退役。

## 詳細賽績
| 日期       | 馬場   | 距離   | 級別 | 賽事名稱           | 負重（磅） | 騎師     | 名次/出馬 | 時間    | 與頭馬距離 | 冠軍（亞軍）    |
| ---------- | ------ | ------ | ---- | ------------------ | ---------- | -------- | --------- | ------- | ---------- | --------------- |
| 19/3/2011  | 特里巴 | 草1200 |      | 三歲及以上處女馬賽 | 55.5公斤   | V Colgan | 1/11      | 1:09.70 | 3          | （Royal Blass） |
| 5/11/2011  | 沙田   | 草1400 |      | 第三班讓賽         | 121        | 韋達     | 1/14      | 1:22.57 | 3-1/2      | （自由萬歲）    |
| 27/11/2011 | 沙田   | 草1400 |      | 第三班讓賽         | 130        | 韋達     | 1/14      | 1:21.74 | 1-3/4      | （紅旗勇將）    |
| 17/12/2011 | 沙田   | 草1400 |      | 美聯集團盃（2班）  | 130        | 韋達     | 1/14      | 1:22.00 | 1-1/4      | （新希望）      |
| 25/1/2012  | 沙田   | 草1400 |      | 賀年盃（1班）      | 130        | 韋達     | 1/14      | 1:22.89 | 短頭       | （牛精大師）    |
| 4/3/2012   | 沙田   | 草1400 | HKG1 | 女皇銀禧紀念盃     | 126        | 韋達     | 2/11      | 1:21.34 | 頭         | 天久            |
| 1/4/2012   | 沙田   | 草1600 | HKG2 | 主席錦標           | 123        | 韋達     | 2/9       | 1:34.46 | 頸         | 讚惑            |
| 5/5/2012   | 沙田   | 草1600 | G1   | 冠軍一哩賽         | 126        | 高雅志   | 2/13      | 1:35.31 | 1/2        | 軍事攻略        |
| 3/6/2012   | 東京   | 草1600 | GI   | 安田紀念賽         | 58公斤     | 韋達     | 14/18     | 1:32.4  | 6-1/2      | 強勁回報        |
| 28/10/2012 | 沙田   | 草1600 | HKG2 | 沙田錦標           | 129        | 韋達     | 2/14      | 1:32.4  | 1-1/2      | 雄心威龍        |
| 18/11/2012 | 沙田   | 草1600 | G2   | 馬會一哩錦標       | 123        | 韋達     | 1/10      | 1:34.14 | 1-1/2      | （雄心威龍）    |
| 9/12/2012  | 沙田   | 草1600 | G1   | 香港一哩錦標       | 128        | 韋達     | 2/12      | 1:34.23 | 3/4        | 雄心威龍        |
| 20/1/2013  | 沙田   | 草1600 | G1   | 董事盃             | 126        | 韋達     | 1/14      | 1:33.75 | 3/4        | （花月春風）    |
| 17/3/2013  | 沙田   | 草1400 | HKG1 | 女皇銀禧紀念盃     | 126        | 韋達     | 3/9       | 1:21.22 | 3-1/2      | 雄心威龍        |
| 4/5/2013   | 沙田   | 草1600 | G1   | 冠軍一哩賽         | 126        | 韋達     | 4/10      | 1:33.71 | 1-3/4      | 花月春風        |
| 2/6/2013   | 東京   | 草1600 | GI   | 安田紀念賽         | 58公斤     | 韋達     | 11/18     | 1:32.2  |            | 龍王            |
| 8/12/2013  | 沙田   | 草1600 | G1   | 香港一哩錦標       | 126        | 韋達     | 1/14      | 1:33.6  |            | （大運財）      |

## 血統背景
父系Hussonet在美國出賽七次全上名，勝出其中兩場比賽，退役後運往智利成為冠軍種馬，後來被澳洲買入，同樣在澳洲取得不錯成績。母系San Century出自Centanine，所誕下的馬匹多取得勝利。

## 外部連結
- 香港賽馬會 （页面存档备份，存于）
- 血統表 （页面存档备份，存于）